# Impact Grand Championship
O Impact Grand Championship foi um título criado e disputado na promoção americana de luta livre profissional Impact Wrestling. Foi criado pelo então presidente da empresa, Billy Corgan, em 13 de agosto de 2016 para substituir o Campeonato King of the Mountain, aposentado no mesmo dia. Um torneio com oito lutadores ocorreu para determinar o primeiro campeão, com a final sendo realizada no Bound for Glory. No evento, Aron Rex derrotou Eddie Edwards para conquistar o cinturão. Após Austin Aries conquistar o Grand Championship e o Campeonato Mundial do Impact, ele unificou os títulos em 4 de junho de 2018, descontinuando o primeiro.
Seus campeões eram determinados com a realização de combates de luta profissional, em que os vencedores de cada combate são predeterminados por um roteiro. Diferentemente dos outros títulos da companhia, o Impact Grand Championship possuía regras específicas para sua disputa, como a divisão do combate em três assaltos de três minutos e a decisão do vencedor cabendo a uma bancada com três árbitros. Um total de sete lutadores, distribuídos em oito reinados distintos, conquistaram o cinturão durante sua existência.

## História
O Impact Grand Championship foi introduzido durante as gravações do Impact Wrestling de 13 de agosto de 2016 (exibido em 9 de setembro de 2016) após o presidente da TNA Billy Corgan aposentar o Campeonato King of the Mountain em favor do novo título. Corgan também anunciou que o primeiro campeão seria determinado através de um torneio com oito lutadores, com a final sendo realizada em 2 de outubro durante o pay-per-view Bound for Glory. 
Os vencedores da primeira fase foram Drew Galloway, Eli Drake, Aron Rex e Eddie Edwards, que derrotaram Braxton Sutter, Jessie Godderz, Trevor Lee e Mahabali Shera, respectivamente. Na rodada seguinte, Galloway venceu Edwards e Rex derrotou Drake para avançarem a final. No entanto, Galloway se lesionou e acabou substituído por Edwards no Bound for Glory. No evento, Rex derrotou Edwards e se tornou o primeiro campeão.
Diferentemente dos outros cinturões disputados na empresa, o Impact Grand Championship possuía uma série de regras durante os combates que o envolvem. As lutas são divididas em três assaltos de três minutos cada, com este tempo sendo estendido para cinco minutos em eventos especiais. Durante este tempo, os lutadores poderiam vencer por pin ou submissão. Se nenhum dos participantes conseguir a vitória, a decisão era feita por um grupo de três árbitros, que se baseavam no sistema de dez pontos do boxe para declarar o vencedor.
Em  4 de junho de 2018, Austin Aries, que detinha tanto o Grand Championship como o Campeonato Mundial do Impact, unificou os títulos, descontinuando o primeiro.

### Torneio pelo título

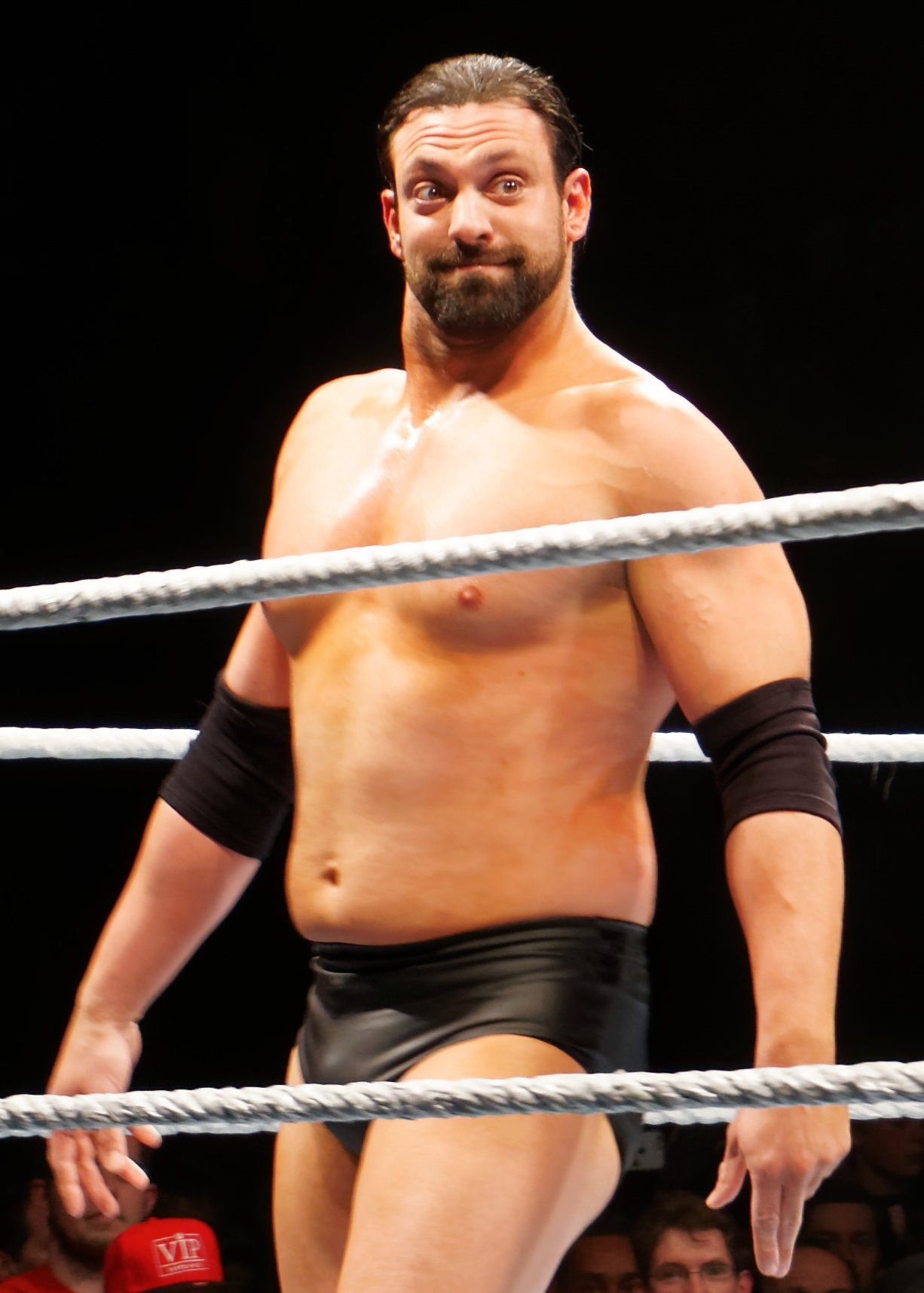
Aron Rex, o primeiro vencedor do Impact Grand Championship.

|  | Quartas de final (Impact Wrestling de 9/9 e 16/9) | Quartas de final (Impact Wrestling de 9/9 e 16/9) | Quartas de final (Impact Wrestling de 9/9 e 16/9) |               |               | Semifinais (Impact Wrestling de 22/9) | Semifinais (Impact Wrestling de 22/9) | Semifinais (Impact Wrestling de 22/9) |  |  | Final (Bound for Glory, 2/10) | Final (Bound for Glory, 2/10) | Final (Bound for Glory, 2/10) |  |
|  |                                                   |                                                   |                                                   |               |               |                                       |                                       |                                       |  |  |                               |                               |                               |  |
|  | 1                                                 | Braxton Sutter                                    | 6:43                                              |               |               |                                       |                                       |                                       |  |  |                               |                               |                               |  |
|  | 1                                                 | Braxton Sutter                                    | 6:43                                              |               |               |                                       |                                       |                                       |  |  |                               |                               |                               |  |
|  | 8                                                 | Drew Galloway                                     | Submissão                                         |               |               |                                       |                                       |                                       |  |  |                               |                               |                               |  |
|  | 8                                                 | Drew Galloway                                     | Submissão                                         |               | Drew Galloway | Drew Galloway                         | Decisão                               |                                       |  |  |                               |                               |                               |  |
|  |                                                   |                                                   |                                                   |               | Drew Galloway | Drew Galloway                         | Decisão                               |                                       |  |  |                               |                               |                               |  |
|  |                                                   |                                                   | Eddie Edwards                                     | Eddie Edwards | 9:00          |                                       |                                       |                                       |  |  |                               |                               |                               |  |
|  | 4                                                 | Eddie Edwards                                     | Eddie Edwards                                     | Eddie Edwards | 9:00          | Submissão                             |                                       |                                       |  |  |                               |                               |                               |  |
|  | 4                                                 | Eddie Edwards                                     |                                                   |               |               |                                       |                                       |                                       |  |  |                               |                               |                               |  |
|  | 5                                                 | Mahabali Shera                                    | 6:53                                              |               |               |                                       |                                       |                                       |  |  |                               |                               |                               |  |
|  | 5                                                 | Mahabali Shera                                    | 6:53                                              |               | Eddie Edwards | Eddie Edwards                         | 15:00                                 |                                       |  |  |                               |                               |                               |  |
|  |                                                   |                                                   |                                                   |               |               |                                       |                                       |                                       |  |  |                               |                               |                               |  |
|  |                                                   |                                                   | Aron Rex                                          | Aron Rex      | Decisão       |                                       |                                       |                                       |  |  |                               |                               |                               |  |
|  | 2                                                 | Aron Rex                                          | Aron Rex                                          | Aron Rex      | Decisão       | Pin                                   |                                       |                                       |  |  |                               |                               |                               |  |
|  | 2                                                 | Aron Rex                                          |                                                   |               |               |                                       |                                       |                                       |  |  |                               |                               |                               |  |
|  | 7                                                 | Trevor Lee                                        | 4:55                                              |               |               |                                       |                                       |                                       |  |  |                               |                               |                               |  |
|  | 7                                                 | Trevor Lee                                        | 4:55                                              |               | Aron Rex      | Aron Rex                              | Pin                                   |                                       |  |  |                               |                               |                               |  |
|  |                                                   |                                                   |                                                   |               | Aron Rex      | Aron Rex                              | Pin                                   |                                       |  |  |                               |                               |                               |  |
|  |                                                   |                                                   | Eli Drake                                         | Eli Drake     | 8:41          |                                       |                                       |                                       |  |  |                               |                               |                               |  |
|  | 3                                                 | Jessie Godderz                                    | Eli Drake                                         | Eli Drake     | 8:41          | 8:14                                  |                                       |                                       |  |  |                               |                               |                               |  |
|  | 3                                                 | Jessie Godderz                                    |                                                   |               |               |                                       |                                       |                                       |  |  |                               |                               |                               |  |
|  | 6                                                 | Eli Drake                                         | Pin                                               |               |               |                                       |                                       |                                       |  |  |                               |                               |                               |  |

1. ↑  Edwards substituiu Drew Galloway, que se lesionou antes da final.

## Reinados
O campeão inaugural foi Aron Rex, que derrotou Eddie Edwards na final de um torneio no Bound for Glory. Com duração de 174 dias, o primeiro reinado de Moose é considerado o maior da história do título; já o reinado de Josh Mathews detém o recorde de reinado mais curto da história do campeonato, com um dia apenas. Moose também possui o recorde de maior número de reinados, tendo vencido o cinturão em duas oportunidades. O último campeão foi Austin Aries, que depois de derrotar Matt Sydal durante as gravações do Impact! no dia 14 de janeiro de 2018, unificou o título junto ao Campeonato Mundial do Impact em 4 de junho de 2018.
| #           | Ordem de reinados na história                   |
| Reinado     | O número de reinados de cada lutador            |
| Localização | A cidade em que o título foi conquistado        |
| Evento      | O evento em que o título foi conquistado.       |
| —           | Usado para o tempo em que o título estava vago. |

| Nº | Lutador          | Reinado | Data                   | Dias com o título | Local                    | Evento                                       | Notas | Ref.          |
| -- | ---------------- | ------- | ---------------------- | ----------------- | ------------------------ | -------------------------------------------- | --- | ------------- |
| 1  | Aron Rex         | 1       | 2 de outubro de 2016   | 7                 | Orlando, Flórida         | Bound for Glory                              | Derrotou Eddie Edwards na final de um torneio para se tornar no primeiro campeão. | [ 7 ]         |
| 2  | Moose            | 1       | 9 de outubro de 2016   | 85                | Orlando, Flórida         | Impact Wrestling                             | Exibido em 1 de dezembro de 2016. | [ 10 ] [ 14 ] |
| 3  | Drew Galloway    | 1       | 7 de janeiro de 2017   | 5                 | Orlando, Flórida         | Impact Wrestling                             | Exibido em 19 de janeiro de 2017. | [ 11 ] [ 15 ] |
| 4  | Moose            | 2       | 12 de janeiro de 2017  | 174               | Orlando, Flórida         | Impact Wrestling                             | Venceu por decisão dos árbitros. Exibido em 2 de março de 2017. | [ 12 ] [ 16 ] |
| 5  | Ethan Carter III | 1       | 5 de julho de 2017     | 128               | Orlando, Flórida         | Impact Wrestling                             | Venceu por decisão dos árbitros. Exibido em 3 de agosto de 2017. | [ 17 ]        |
| 6  | Matt Sydal       | 1       | 10 de novembro de 2017 | 64                | Ottawa, Ontário, Canadá  | Impact Wrestling                             | Exibido em 25 de janeiro de 2018. | [ 18 ]        |
| 7  | Josh Mathews     | 1       | 13 de janeiro de 2018  | 1                 | Orlando, Flórida         | Impact!                                      | Mathews recebeu o título de Sydal depois que ele foi revelado como seu "guia espiritual". Exibido em 15 de março de 2018.                                                                             | [ 19 ]        |
| 8  | Austin Aries     | 1       | 14 de janeiro de 2018  | 141               | Orlando, Flórida         | Impact!                                      | Derrotou Matt Sydal (que estava defendendo o título em nome de Mathews) em uma luta o vencedor leva tudo, com o Campeonato Mundial do Impact de Aries também em jogo. Exibido em 29 de março de 2018. | [ 20 ]        |
| —  | Unificado        | —       | 4 de junho de 2018     | —                 | Toronto, Ontário, Canadá | Conferência de imprensa do Slammiversary XVI | Aries unificou o título com o Campeonato Mundial do Impact. | [ 9 ]         |

### Reinados combinados
| Pos. | Campeão          | Nº de reinados | Dias combinados |
| ---- | ---------------- | -------------- | --------------- |
| 1    | Moose            | 2              | 264             |
| 2    | Ethan Carter III | 1              | 128             |
| 3    | Austin Aries     | 1              | 141             |
| 4    | Matt Sydal       | 1              | 64              |
| 5    | Aron Rex         | 1              | 7               |
| 6    | Drew Galloway    | 1              | 5               |
| 7    | Josh Mathews     | 1              | 1               |